# Scacchi progressivi
Gli scacchi progressivi sono una variante degli  scacchi eterodossi in cui i giocatori, anziché eseguire una mossa a turno, eseguono serie sempre più lunghe di mosse. Il gioco inizia con il bianco che fa una mossa, quindi il nero ne fa due, poi il bianco risponde con tre, il nero con quattro e così via.
Questa variante degli scacchi è stata ideata in Scozia e fu resa nota nel 1947 dal russo Eugene Znosko-Borovsky con il libro Lectures pour Tous, che la definì "una variante più attraente degli scacchi marsigliesi" . Il francese Joseph Boyer diede una descrizione di questo gioco nel libro Les jeux d'échecs non orthodoxes (Parigi, 1951). In Italia tra i primi a interessarsi a questa variante degli scacchi ci fu il maestro internazionale Francesco Scafarelli. Risulta una delle varianti più diffuse tra quelle che usano pezzi tradizionali.

## Descrizione
Ci sono due principali varianti degli scacchi progressivi: gli scacchi progressivi scozzesi (noti anche semplicemente come scacchi scozzesi) e gli scacchi progressivi italiani.
Esse hanno in comune le seguenti regole:
- se si è sotto scacco, si deve uscirne nella prima mossa della propria serie. Se ciò non è possibile, è scaccomatto e l'incontro è perso;
- la cattura en-passant è possibile solo se il pedone è stato mosso di due case in una sola mossa, ma non ulteriormente, durante una serie, e solo se la cattura è eseguita come prima mossa della serie successiva;
- se vengono giocati dieci turni senza catture e senza mosse di pedoni, la partita è patta (questo, negli scacchi progressivi, è l'equivalente della regola delle 50 mosse degli scacchi tradizionali).
- se, in un qualsiasi momento, un giocatore non ha mosse valide, pur non essendo sotto scacco, la partita è patta per stallo progressivo.

Gli scacchi italiani e scozzesi si differenziano per le regole che definiscono come poter dare lo scacco al re:
- scacchi progressivi scozzesi: lo scacco può essere dato con qualsiasi mossa di una serie, tuttavia lo scacco interrompe la serie e ogni altra eventuale mossa successiva è persa. Ciò non influisce sul numero di mosse consentite all'avversario per il turno successivo che avrà a disposizione tante mosse quante ne avrebbe avuto se il giocatore che ha dato scacco avesse eseguito tutte le sue mosse.
- scacchi progressivi italiani: lo scacco può essere dato solamente con l'ultima mossa di una serie (ad esempio, nella serie numero 6, lo scacco può essere dato solo alla sesta mossa) [2]; ne consegue pertanto che:
  - se il solo modo per uscire dallo scacco è dare a propria volta scacco con la prima mossa della propria serie, si è persa la partita per "scaccomatto progressivo".
  - se, in una mossa che non sia l'ultima della serie, l'unica mossa possibile porta a dare scacco, la partita è terminata per "stallo progressivo".

Gli scacchi progressivi, così come quelli tradizionali, fanno uso della notazione algebrica. Tuttavia, la numerazione delle mosse è differente. Anziché registrare una mossa del bianco e del nero sotto lo stesso numero (ad esempio, per gli scacchi tradizionali,  1.e4 e5 2.Cf3 Cc6 3.Ab5 a6), ad ogni serie di mosse è attribuito un numero (il che per gli scacchi progressivi comporta, ad esempio: 1.e4 2.e5 Cf6 3.Ac4 Dh5 Dxf7#). In questo modo il numero usato per la registrazione indica anche il numero di mosse giocabili per la serie.
Esiste anche un'altra variante degli scacchi progressivi, gli scacchi progressivi inglesi, che introducono alcuni cambiamenti rilevanti alle regole:
- In ciascuna serie, nessun pezzo può essere mosso due volte fintanto che non sia stato mosso ogni altro pezzo che abbia a disposizione una mossa valida; nessun pezzo può essere mosso tre volte fintanto che non sia stato mosso per due volte ogni altro pezzo che abbia a disposizione due mosse valide; e così via. Questa limitazione non si applica a cavallo di due serie dello stesso giocatore (ad esempio l'apertura: 1.e4 2.e6 f6 3.e5 Cf3 Ac4  è valida poiché il pedone bianco in "e" può essere mosso due volte trattandosi di due serie distinte, mentre l'apertura 1.e4 2.e6 f6 3.e5 Aa6 Axb7 non è valida poiché l'alfiere fa due mosse nella stessa serie quando ci sono ancora molti altri pezzi con mosse valide che non sono stati ancora mossi.
- Non è ammessa la cattura en passant. Per dare scacco, valgono le regole degli scacchi scozzesi.

Gli scacchi progressivi possono essere presenti anche in altre varianti; ad esempio, giocando a  scacchi circe, di norma si preferisce la variante progressiva.
Gli scacchi progressivi sono considerati particolarmente indicati per gli scacchi per corrispondenza o altro mezzo lento di comunicazione, poiché in genere le partite si chiudono in un numero ridotto di serie di mosse.

## Vincitori del campionato italiano
L' A.I.S.E. (Associazione Italiana Scacchi Eterodossi) ha organizzato a partire dal 1975 diversi campionati italiani di scacchi progressivi, tutti giocati per corrispondenza (nei primi anni per posta e poi via e-mail). L'elenco parziale dei vincitori è il seguente:
| Nr.   | Anno    | Vincitore /i                     |
| I     | 1975    | Roberto Magari                   |
| II    | 1976    | Mauro Amovilli                   |
| III   | 1977    | Mario Leoncini                   |
| IV    | 1978    | Mario Leoncini Roberto Magari    |
| V     | 1979    | Mario Leoncini                   |
| VI    | 1980    | Giuseppe Dipilato                |
| VII   | 1981    | Mario Leoncini                   |
| VIII  | 1982    | Giuseppe Dipilato                |
| IX    | 1983    | Agostino Braca Sabino Palmieri   |
| X     | 1984    | Daniele Mazza                    |
| XI    | 1985    | Giuseppe Dipilato Mario Leoncini |
| XII   | 1986-87 | Giuseppe Dipilato                |
| XIII  | 1988    | Giuseppe Dipilato                |
| XIV   | 1989-90 | Mario Leoncini                   |
| XV    | 1991    | Mario Leoncini                   |
| XVI   | 1992    | Deumo Polacco                    |
| XVII  | 1993    | Deumo Polacco                    |
| XVIII | 1994    | Roberto Cassano                  |
| XIX   | 1995    | Roberto Cassano Fabio Forzoni    |
| XX    | 1996    | Roberto Cassano                  |